# Josep de Amat y Rocabertí

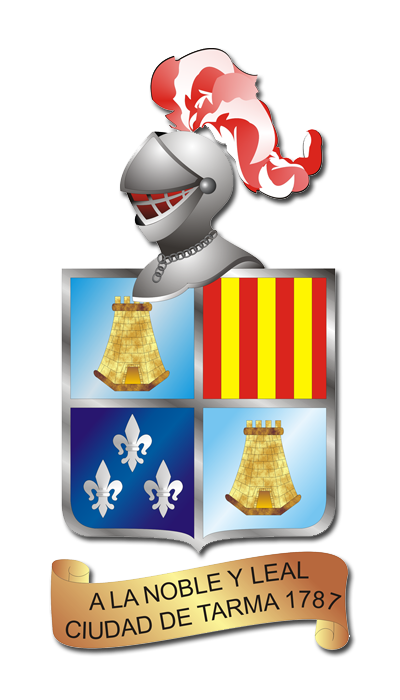
Escudo de la provincia de Tarma

Josep de Amat y Rocabertí (1729, Barcelona 12 de febrero de 1775) fue gobernador en el Perú y Señor de Castellar, sobrino de Manuel de Amat y Junyent Virrei del Perú. 
Con 32 años en 1761 fue al Perú acompañando su tío que tomaba posesión del cargo de Virrey y llegaron a Lima el 21 de junio de 1762 después de tres meses de viaje hasta Buenos Aires y dos más hasta Lima. Cómo militar llegó al cargo de Teniente coronel de dragons de los Reales Ejércitos de Su Majestad y después sirvió a su tío como gobernador de la Provincia de Tarma. El 1774 volvió a Barcelona enfermo de paludismo y morir el 12 de febrero de 1775 a la edad de 46 años y soltero. En su testamento deja 16.400 pesos a los pobres, en especial al indios de la provincia de Tarma. Con este dinero su tío hizo repartir 65.600 varas de ropa entre 4.500 indios tributarios, xolos y mestizos. El castillo de Castellar pasó a su hermano don Antoni de Amat y Rocabertí.